# 台北太陽
台北太陽（タイベイ タイヤン）は、台湾の台湾職業棒球大聯盟に所属していたプロ野球チームである。中華職業棒球大聯盟の楽天モンキーズの前身の一つ。

## 歴史
- 1996年12月1日 - 球団設立。
- 2003年1月 - 高屏雷公と合併、第一金剛となる。

### チーム名及びスポンサーの変遷
- 1997年－2000年：台北声宝太陽 - スポンサーは声宝。
- 2001年－2002年：台北誠泰太陽 - スポンサーは誠泰銀行。

## チーム成績・記録
- リーグ優勝　2回（1999年、2000年）
- 年間王者　2回（1998年、2000年）

## 本拠地
- 台北県立新荘野球場、台北市立天母野球場、台北市立野球場、新竹県立野球場

## 歴代監督
- バーニー・ベックマン（1997年）※1
- ティム・アイルランド（1998年）※2
- 趙士強（1999年 - 2000年）※3
- 李居明（2001年）
- 石井丈裕（2002年）

1. ※1　1998年は蔡栄宗が1試合代理監督を務めた。
2. ※2　1999年は蔡栄宗が1試合、李聡智が3試合代理監督を務めた。
3. ※3　2000年は楊清瓏が2試合代理監督を務めた。

## 日本のプロ野球との関係
日本の球団に在籍したことのある主な選手・コーチ
コーチ
- 岡本光
- 石井丈裕
- ティム・アイルランド（愛爾蘭）

選手
- 張誌家
- 高橋智
- 石井丈裕
- 山原和敏
- 加藤博人
- 安藤真児（安藤信二）
- 石丸泰輔（入団テスト受験、NPB経験なし）
- ロバート・ウィッシュネフスキー（勞勃）
- コーリー・ポール（柏克）

## その他在籍していた選手・コーチ
選手
- レン・ピコタ（酷必可）